# Virginia Bolten
Virginia Bolten (San Luis, 26 de diciembre de 1876-Montevideo, 1960) fue una militante anarquista, sindicalista y feminista argentina, con actuación en las ciudades de Buenos Aires, Rosario y Montevideo. Dirigió el periódico anarcofeminista argentino La Voz de la Mujer, en su versión rosarina en 1899, y La Nueva Senda de Montevideo, cuando Juana Rouco Buela debió esconderse debido a la persecución policial. Fue activa redactora y corresponsal del periódico anarquista La Protesta Humana. Fue representante y promotora de la Federación Obrera Argentina (luego FORA). En la década de 1910, Virginia Bolten se acercó a la tendencia anarcobatllista, que apoyaba las leyes laborales del presidente uruguayo José Batlle y Ordóñez (1903-1907 y 1911-1915).

## Entre la historia y el mito
Bolten fue una mujer feminista, sindicalista y anarquista, cuya vida ha tenido una considerable difusión, en comparación con otras mujeres militantes de la misma época. Los investigadores Agustina Prieto (Rosario), Laura Fernández Cordero (Buenos Aires) y Pascual Muñoz (Montevideo) iniciaron una investigación sobre los documentos históricos relacionados con la vida de Bolten, que fue publicada a comienzos de 2014 bajo el título de Tras los pasos de Virginia Bolten. Entre la documentación encontrada figura la partida de nacimiento, que indica que nació el 26 de diciembre de 1876 en San Luis, razón por la cual es improbable que haya ocupado un papel central en la manifestación obrera de Rosario en 1890. También hallaron la partida de bautismo católico de su primera hija en 1896, bautizada como María Milagra Zulema. El bautismo y el nombre dado a su primera hija se diferencia de la falta de bautismo y los nombres dados a sus siguientes hijos, Urano Líber, nacido probablemente en 1898, y Acracia, nacida en fecha indeterminada.
Ante los descubrimientos documentales, los autores del trabajo ponen en duda los hechos que se atribuyen a Bolten en la década de 1890, desde su participación en el acto del 1 de mayo de 1890 hasta la detención por distribuir folletos. Los autores dicen a este respecto que:

...ante tantas dudas, una certeza: Virginia Bolten es un mito potente. Y no vendrá este trabajo colectivo a discutirlo. Queremos, sí, desandar algunos pasos en la construcción de aquellas imágenes míticas para recuperar otras dimensiones de la biografía política de Bolten. Un recorrido que rescate, también, su participación en la prensa y sus escritos.

## Biografía
Hacia 1850, su padre ―un estudiante alemán que tenía ideas contrarias al régimen militarista de su país― emigró a Chile. Desde allí cruzó la cordillera y llegó hasta la provincia de San Luis. Consiguió trabajo en una gran estancia que era propiedad de la familia Sánchez. Allí se enamoró de la hija del propietario. Se casaron y tuvieron cuatro hijos: Dominga, Enrique, Virginia y Manuel. Nora Usenky y Mariana Fontana, profesoras de Historia e investigadoras rosarinas afirman lo mismo: que Bolten nació en la provincia de San Luis. Según el investigador Plácido Grela, Bolten podría haber nacido en la ciudad de San Juan. Otra versión señala que nació en la Uruguay (posiblemente debido a que en su madurez fue exiliada allí).
Cuando los hijos fueron adolescentes, el matrimonio decidió separarse. Partieron cada uno de la estancia ―el alemán trabajaría como vendedor ambulante― y dejaron a sus cuatro hijos solos en el campo. Los cuatro hermanos Bolten se quedaron un tiempo en San Luis, y luego decidieron emigrar. Manuel y Dominga se mudaron directamente a Rosario, mientras que Enrique y Virginia «se volvieron más bohemios y recorrieron más lugares».
Virginia Bolten terminó radicándose en la zona norte de la ciudad de Rosario, en el barrio obrero que se había levantado en las cercanías de la Refinería Argentina de Azúcar, una gran planta industrial que se inauguró en 1889 y que dio origen al actual barrio Refinería. Consiguió trabajo en la empresa azucarera Refinería Argentina. Contrajo matrimonio con un anarquista uruguayo de apellido Márquez (o Manrique), activista en el gremio de los zapateros.

Mi tía empezó a trabajar en la refinería y se opuso a la patronal por las injusticias a las que sometían a los empleados. Trabajaban de sol a sol y ella empezó a arengar a todos para revertir esa situación. Era muy difícil hablar de sindicatos y de defensa de derechos. El que protestaba por algo era considerado anarquista y había que meterlo preso. Creo que Virginia tenía ideas adelantadas para su tiempo, no era anarquista, lo único que hizo fue luchar por más libertad para los trabajadores.
Virgilio Británico Bolten, sobrino de Virginia

En abril de 1890, fue detenida por distribuir «propaganda anarquista» entre los trabajadores de la refinería.
El diario La Capital de Rosario del 2 de mayo de 1890 informa que la columna de personas que marchó por primera vez en la plaza López (zona centro-sur de Rosario) para conmemorar el Primero de Mayo ―Día del Trabajador, en conmemoración de los Mártires de Chicago― estaba encabezada por Bolten. Llevaba una bandera negra con letras rojas que rezaba: «Primero de Mayo, Fraternidad Universal. Los trabajadores de Rosario cumplimos las disposiciones del Comité Obrero Internacional de
París». Luego de pronunciar un discurso revolucionario y difundir propaganda anarquista entre los trabajadores presentes, fue detenida bajo el cargo de atentar contra el orden social. Fue la primera mujer oradora en una concentración obrera.  Fue arrestada, y como se hizo pasar por uruguaya, se le aplicó la Ley de Residencia y fue expulsada al Uruguay. En Montevideo se reunió con su familia, compuesta por Márquez (o Manrique) y sus hijos pequeños. En Montevideo organizó protestas por la brutal represión del 1 de mayo de 1909 en Buenos Aires, donde las fuerzas policiales de Ramón Falcón asesinaron cerca de una decena de obreros. En 1911 trabajó en la Asociación Femenina Emancipación, organizando a las mujeres anticlericales, a las operadoras telefónicas (en su mayoría mujeres) y activó contra las sufragistas femeninas. En 1923, Integró el Centro Internacional de Estudios Sociales, una asociación libertaria de Montevideo. Posteriormente volvió a la Argentina en 1950, ya anciana, y se entrevistó con Eva Perón, dando su apoyo al proyecto de otorgar el sufragio femenino a las mujeres.

Hay en Rosario una joven puntana de palabra enérgica y dominante que arrastra a las multitudes; más enérgica que Luisa Michell [heroína de la Comuna de París en 1871], tiene indudablemente mejores formas que esta.
Juan Bialet Massé en su Informe sobre el estado de las clases obreras en el interior (1904)

## Periodismo

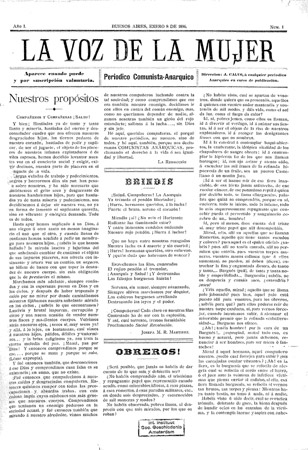
Tapa del periódico La Voz de la Mujer (1896).

Desde el 8 de enero de 1896 hasta el 1 de enero de 1897 editó los nueve números del periódico anarcofeminista La Voz de la Mujer, el primer periódico de tendencia anarcofeminista de la Argentina, cuyo lema era «Ni Dios, ni patrón, ni marido». Lo financiaba con su mínimo sueldo como operaria de una fábrica de zapatos. El periódico avisaba: «Aparece cuando puede».
En ese periódico se difundían los ideales del comunismo libertario, las injusticias contra los trabajadores y en especial contra las mujeres. También colaboró en las páginas de La Protesta.

## Militancia
Participó como oradora en actos anarquistas en ciudades como San Nicolás de los Arroyos, Campana, Tandil y Mendoza. Fue echada de la refinería por exigir mejores condiciones laborales para las mujeres. En noviembre de 1900 fue arrestada en Rosario junto a Teresa Marchisio y otros cuatro anarquistas por organizar una contramarcha en repudio a la procesión católica de la «Virgen de la Roca». También organizó la Casa del Pueblo junto a otros anarquistas, realizando eventos político-culturales, debates, discusiones, lectura de poesía y teatro para los obreros.
El 20 de octubre de 1901 fue arrestada por distribuir propaganda anarquista en las puertas de la Refinería Argentina (en la zona norte de Rosario). La policía atacó a los obreros y mató a uno, el anarquista Cosme Budislavich. Bolten fue testigo del asesinato.
En 1902 se refugió en Uruguay. El 1 de mayo de 1902 participó de una manifestación en Montevideo por el Día del Trabajador, y como oradora denunció la Ley de Residencia que se había instaurado en Argentina, y la represión al movimiento obrero. Ese año de 1902 participó también de un acto del Sindicato Portuario en el teatro San Martín (Montevideo).
En 1902 lideró una huelga de choferes de tranways de Rosario.
En 1904 volvió a Buenos Aires y formó parte del Comité de Huelga Femenino organizado por la Federación Obrera Regional Argentina (FORA), movilizando a los trabajadores del Mercado de Frutos de Buenos Aires. Esas febriles actividades causaron en Virginia Bolten un deterioro en su salud; sus compañeros del grupo de teatro germinal iniciaron una colecta en su beneficio.

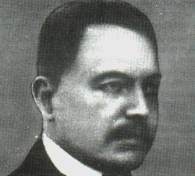
Hipólito Yrigoyen (1852-1933) en 1893. Fue el jefe de la Revolución radical de 1905.

En el alzamiento cívico-militar del Partido Radical en 1905 fue la excusa del presidente Manuel Quintana para reprimir a las bases más combativas de los trabajadores. Aunque el anarquismo no participó en la revuelta, sus dirigentes fueron arrestados, perseguidos y hasta deportados. Bolten y su compañero Márquez (o Manrique) fueron nuevamente arrestados. A él se le aplicó la Ley de Residencia, por lo que fue deportado aUruguay, junto con sus pequeños hijos. Bolten se quedó en Buenos Aires.
En 1907, Bolten participó en la huelga de inquilinos como parte del Centro Femenino Anarquista. Fue arrestada, y como se hizo pasar por uruguaya, se le aplicó la Ley de Residencia y fue expulsada al Uruguay. En Montevideo se reunió con su familia, compuesta por Márquez (o Manrique) y sus hijos pequeños. Se radicó definitivamente en la capital uruguaya. Su casa se convirtió en una base de operaciones de los anarquistas deportados desde Argentina.
En 1909 colaboró con el periódico anarcofeminista dirigido por Juana Rouco Buela, La Nueva Senda (1909-1910). En Montevideo organizó protestas por la brutal represión del 1 de mayo de 1909 en Buenos Aires, donde las fuerzas policiales de Ramón Falcón asesinaron cerca de una decena de obreros. También participó en la campaña a favor del pedagogo libertario Francisco Ferrer Guardia, fusilado en Montjuich ese mismo año. En 1911 trabajó en la Asociación Femenina Emancipación, organizando a las mujeres anticlericales, a las operadoras telefónicas (en su mayoría mujeres) y activó contra las sufragistas femeninas.
Formó parte del grupo que apoyó el anarco-battlismo junto a Francisco Berri, Adrián Zamboni y Orsini Bertani, es decir, anarquistas que apoyaban al régimen del presidente reformista uruguayo José Batlle y Ordóñez (1856-1929), que en su segundo mandato inició un inmenso programa de reforma:
- separó a la Iglesia del Estado y la repartición pública,
- eliminó los crucifijos de los hospitales,
- quitó toda referencia a Dios y a la Biblia en los juramentos de funcionarios públicos,
- otorgó derechos a los sindicatos y a los partidos políticos,
- implantó el día laboral de ocho horas,
- instauró el sufragio femenino (fue el segundo país de América en legalizarlo, después de Canadá [1917]),
- introdujo la asignación por desocupación,
- legalizó el divorcio,
- multiplicó las escuelas secundarias,
- abolió las leyes de residencia de Uruguay (que se aplicaban contra anarquistas exiliados por la Ley de Residencia de Argentina),
- llevó a cabo una campaña para quitarle el control de la industria y las tierras a capitalistas extranjeros (especialmente los británicos, que tenían una inmensa influencia en Uruguay).
- nacionalizó varias empresas de capitales extranjeros y
- nacionalizó varios monopolios privados uruguayos.

Durante este proceso, el anarquismo perdió protagonismo, hasta 1916 y 1917 cuando la carestía de la vida y la influencia de la Revolución rusa revitalizaron el movimiento.  En julio de 1913, El Socialista (periódico oficial del partido) atacó fuertemente a Bolten y su grupo, acusándolos de traicionar al movimiento obrero.

## Últimos años
Poco se sabe de los últimos años de su vida. Durante 1923 integró el Centro Internacional de Estudios Sociales, una asociación libertaria de Montevideo. Según se cree, continúo viviendo en el barrio de Manga (en Montevideo) hasta su muerte, que acaeció hacia 1960.
Una placa en la plaza López de la ciudad de Rosario (Santa Fe) la conmemora.

## Película sobre su vida
La actriz Esther Goris se basó en el trabajo de Nora Usenky y Mariana Fontana (profesoras de Historia e investigadoras rosarinas) como referencia para escribir el guion (con Graciela Maglie) de la película Ni dios, ni patrón, ni marido (2009), acerca de Virginia Bolten (interpretada por la actriz Eugenia Tobal).

## Premio que lleva su nombre
El 7 de marzo de 2018, el Concejo Municipal de Santa Fe aprobó la iniciativa que instaura el Premio Virginia Bolten a la labor periodística con perspectiva de género.